# Ett minne för livet
Ett minne för livet var ett under senare delen av 1970-talet och början av 1980-talet verksamt musikerkollektiv inom proggrörelsen som bestod av bland annat grupperna Vargavinter, Iskra, Spjärnsvallet, Archimedes badkar och senare Bitter Funeral Beer Band och Bolon Bata. Musikerkollektivet drev ett eget skivbolag som gav ut ett mindre antal inspelningar.  Den första utgivningen, med Marie Selander, Styrbjörn Bergelt och Susanne Broms, tilldelades Svenska grammofonpriset 1977.

## Utgivning
- 1976 – Marie Selander, Styrbjörn Bergelt & Susanne Broms: Å än är det glädje å än är det gråt (MILP-001)
- 1977 – Iskra: Allemansrätt  (MILP-002)
- 1978 – Bengt Berger och Kjell Westling spelar  (MILP-003)
- 1979 – Iskra: Besvärjelser  (MILP-004)
- 1980 – Vargavinter: Röster från alla land  (MILP-005)